# Ubaldo Maria Del Colle

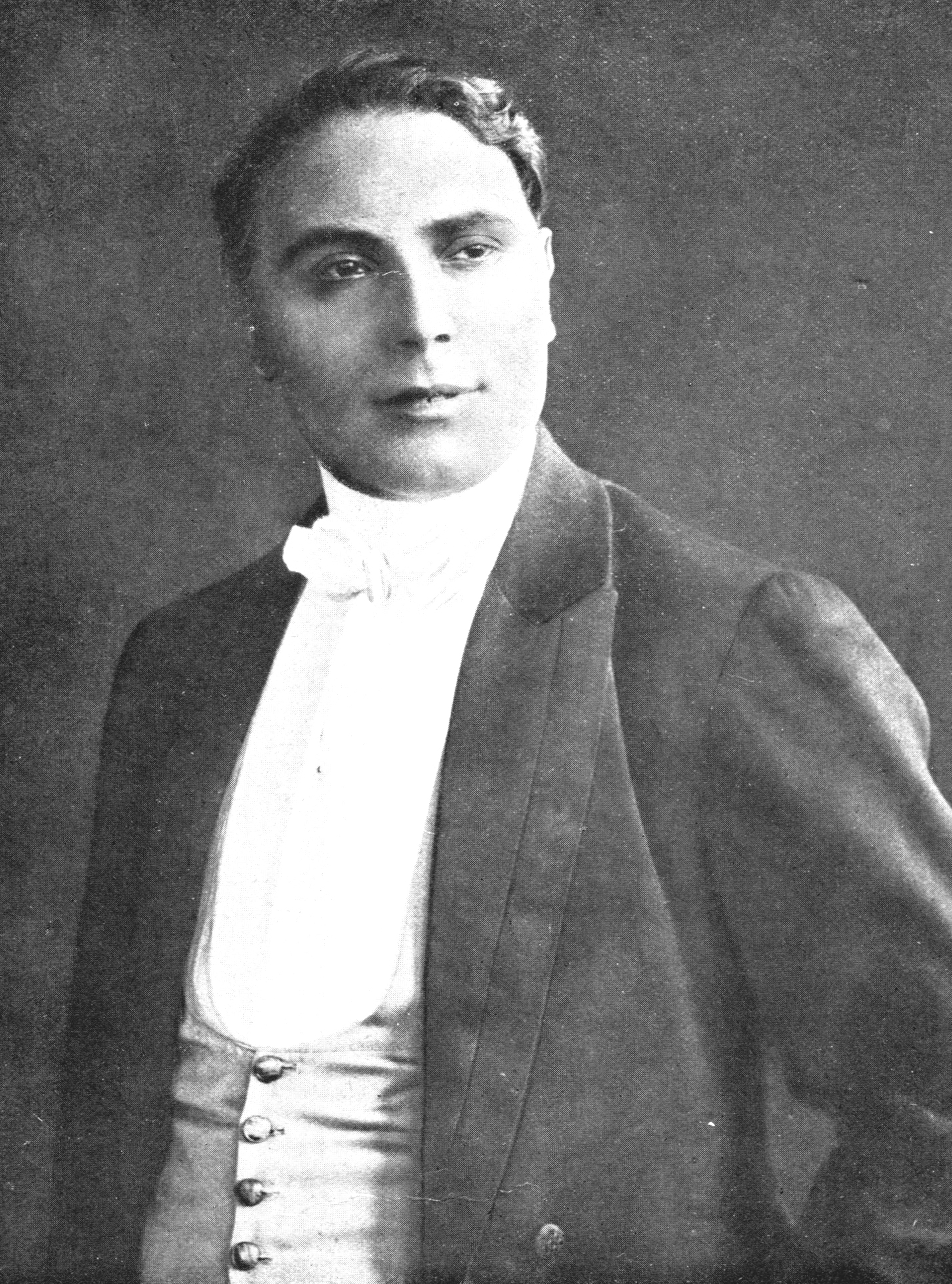

Ubaldo Maria Del Colle (* 27. Juni 1883 in Rom; † 24. August 1958 ebenda) war ein italienischer Schauspieler und Filmregisseur.

## Leben
Del Colle wirkte seit 1903 als Theaterschauspieler und war im ersten italienischen Spielfilm, dem 1905 entstandenen La presa di Roma, Teil des Ensembles. In den Folgejahren interessierte er sich mehr und mehr für die neue Kunstform und widmete sich ab 1909 ausschließlich dem Film, ab 1911 auch als Regisseur. Bis 1927 drehte er über 110 Filme, oftmals Erstverfilmungen und bedeutende Arbeiten, wie 1913 Giovanna d’Arco mit Maria Jacobini, die von 1911 bis 1914 andauernde Filmserie um Raffles oder 1921I figli di nessuno mit Leda Gys – Beiträge, die auch außerordentlichen Kassenerfolg zeitigten. Er bevorzugte dabei Literaturverfilmungen, Serials und Liebesgeschichten. Von 1911 bis 1913 war er dabei für die Produktionsgesellschaft „Pasquali“, anschließend für „Savoia Film“ und schließlich für seine eigene „Del Colle Film“ tätig. Ab 1920 für „Lombardo Films“ beschäftigt, waren es nun vor allem Melodramen, mit denen Del Colle reüssierte.
1927 zog sich Del Colle, der mit der Schauspielerin Lina Pasquette (eigentlich Pasqualina Pasquetti) verheiratet war, vom Filmgeschäft zurück, bis er nach dem Zweiten Weltkrieg in Rapallo ein Kino übernahm. 1951 war er zwei Mal als Regieassistent tätig, bevor er 1952 mit Menzogna seinen einzigen Ton- und letzten Film vorlegte.

## Filmografie
(als Darsteller und Regisseur, wenn nicht anders angegeben)
- 1905: La presa di Roma (Darsteller)
- 1911: Colpo di fucile
- 1913: Giovanna d’Arco
- 1921: I figli di nessuno
- 1928: Stella di mare
- 1952: Menzogna (Regie)